# متحف المسكوكات
متحف المسكوكات (بالإنجليزية: Coins Museum)‏: يطلق عليه أيضاََ "اسم متحف العملات في بر دبي"، الواقع في دولة الإمارات العربية المتحدة في إمارة دبي منطقة بر دبي "البستكية"، وهو متحف مخصص بالكامل للنقود والعملات المعدنية، الذي يقوم بدوره في زيادة المعرفة بالعملات المعدنية التي كانت تستخدم في دبي والمنطقة، بالإضافة إلى التعرف على الارتباط الوثيق بين النظام النقدي للإمبراطورية البريطانية والهند ودول المنطقة قبل الاستقلال وتشكيل اتحاد.

## نبذة عامة
هو عبارة عن متحف متخصص للغاية يجذب الأشخاص المهتمين بالعملات النادرة والتاريخية، ويقع هذا المتحف بالقرب من مسجد الديوان في منطقة الفهيدي التاريخية، تم افتتاح المتحف في عام 2004، ويقع في مبنى عربي تقليدي مشيد من المرجان والحجر والجص وخشب الصندل وأوراق وجذوع أشجار النخيل، حيث يقوم هيكل المتحف على تقديم لمحة مثيرة للفضول عن الماضي التي تُظهر كيف عاش السكان الأوائل في أحد الأحياء التاريخية الأكثر صخبًا في المدينة.

## غرف المتحف
يتكون المتحف من 8 غرف؛ تغطي كل غرفة من غرف العرض الثماني موضوعًا مختلفًا. الغرفة الأولى لإدارة المتحف، أما الغرفة الثانية تقوم على عرض معلومات عن تاريخ المال، أما الغرفة الثالثة فتتكون من مجموعة من قطع الدرهم الساساني المعرَّب التي تم سكها في عهد خلافة الراشدين الأمويين، أما الغرفة الرابعة تحتوي على مجموعة من الدنانير والدراهم التي تعود للخلافة الأموية ابتداء من عهد الخليفة عبد الملك بن مروان حتى سقوط الخلافة عام 132 هجري "في نهاية آخر خليفة لها مروان بن محمد"، أما الغرفة الرابعة تحتوي على مجموعة من القطع التي تعود إلى الخلافة العباسية ابتداء من عهد الخليفة أبو العباس السفاح مؤسس الخلافة العباسية وانتهاء بسقوط الخلافة في عهد الخليفة الأخير المعتصم بالله، أما الغرفة السادسة مجموعة من القطع التي تم سكها في مصر والشام وتركيا، وتحتوي الغرفة أيضًا على مجموعة من العملات المعدنية من العراق والمشرق الإسلامي، بالإضافة إلى الأموال التي تعود إلى ولايات البويهيين والسامانيين والسلاجقة والصفاريين، أما الغرفة السابعة تحتوي على مجموعة من مسكوكات تعود إلى شمال إفريقيا والأندلس، بما في ذلك عملات معدنية من الدولة الأموية والأغالبة والزيريين، أما الغرفة الثامنة (الأخيرة) تحتوي على مجموعة من القطع التي تعود بأصلها إلى شبه الجزيرة العربية والإمارات العربية المتحدة بما في ذلك ولايات الراسي والزيادي والصالحي والزرعي والرسولي، بالإضافة إلى العملات المعدنية الأخرى المستخدمة حاليًا في المنطقة.

## محتويات المتحف

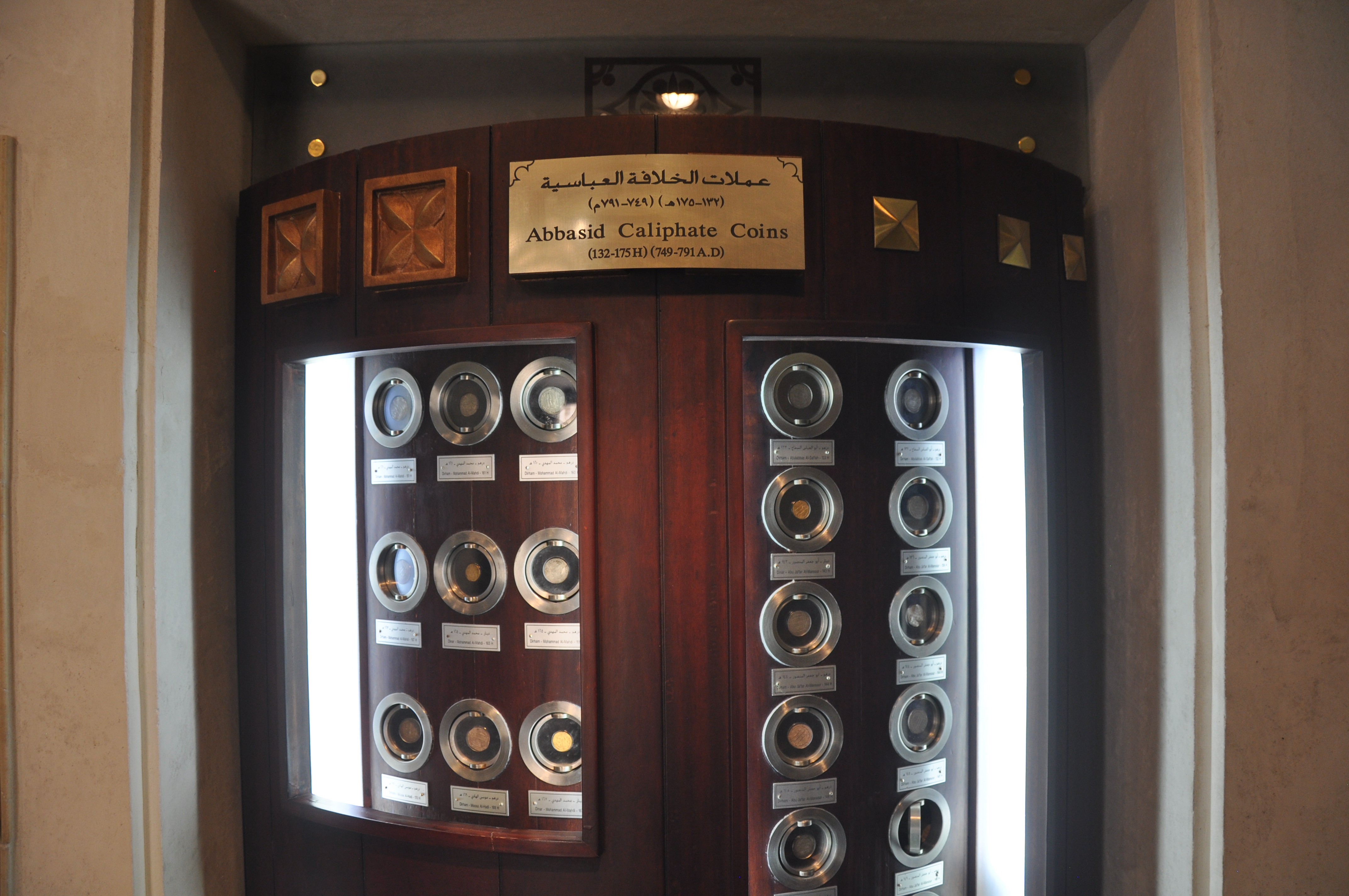
متحف المسكوكات (مبنى رقم 7) - عملات الخلافة العباسية

يحتوي متحف المسكوكات في دُبي على العديد من العملات التي تعود بتاريخها إلى الفترة العربية القديمة، حيث يمكنك مشاهدة أكثر من 470 قطعة نقدية مختلفة يتم عرضها جميعًا في غرف المتحف في علب العرض الخاصة، وبفضل شاشات العدسة المكبرة يمكنك مشاهدة العملات عن كثب على الشاشات التي تعمل باللمس بجوار واجهات العرض، مع وجود معلومات مفصلة حول جميع العملات الموجودة.

### تقسيم العملات[11]
- 16 قطعة نقدية من الدرهم العربي الساساني للخلفاء الراشدين والأمويين.
- 64 ديناراً و درهماً للخلافة الأموية.
- 115 ديناراً و درهماً للخلافة العباسية.متحف المسكوكات (مبنى رقم 7) - صورة درهم عثمان بن عفان ودرهم علي بن أبي طالب المعروضة بالمتحف.

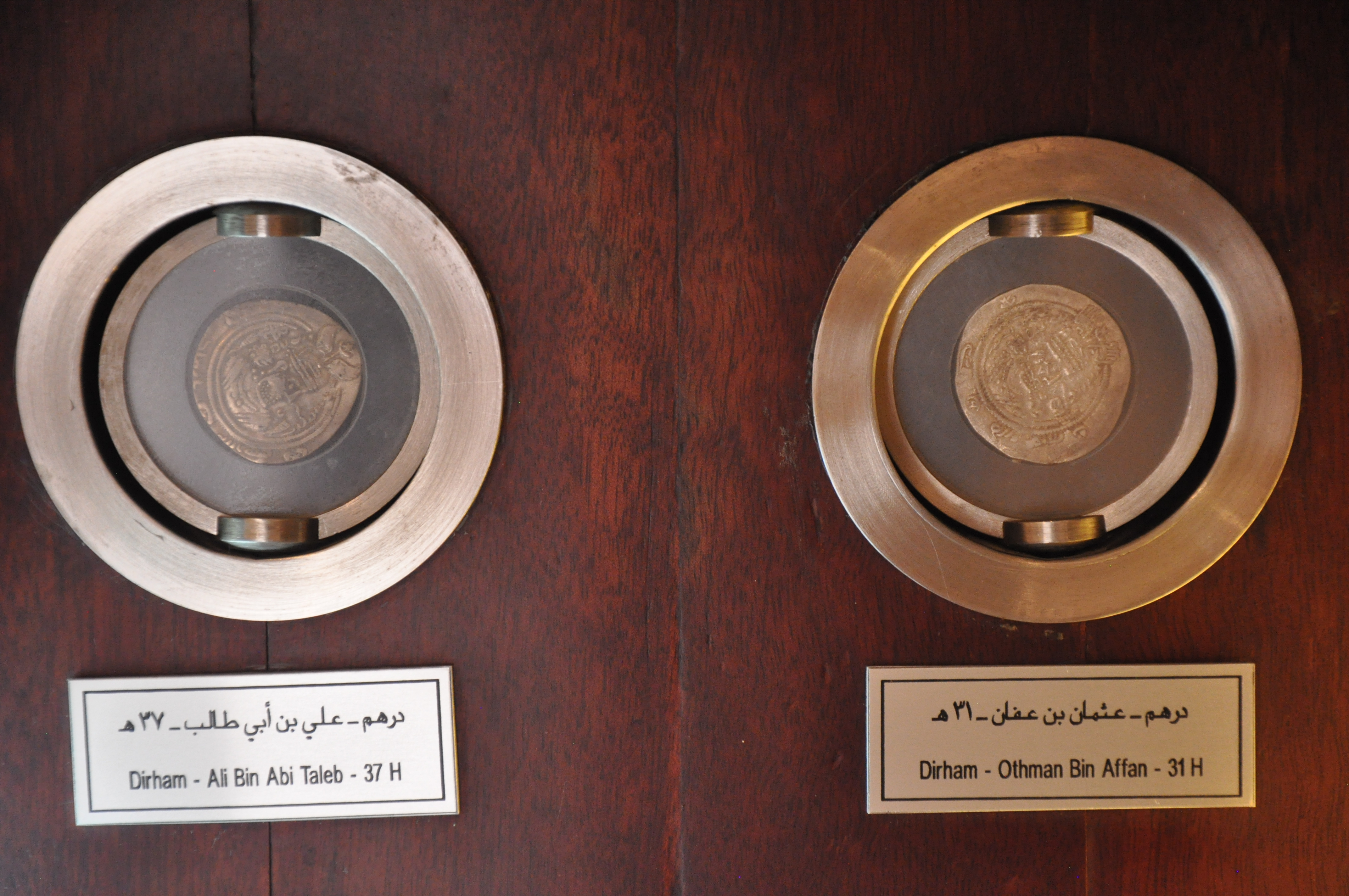
متحف المسكوكات (مبنى رقم 7) - صورة درهم عثمان بن عفان ودرهم علي بن أبي طالب المعروضة بالمتحف.

- 45 مسكوكة؛ تم سكها في مصر والشام وتركيا من عهود الطولونيين والإخشيديين والفاطميين والمماليك والخلافات العثمانية.[8]
- 91 مسكوكة في العراق ومنطقة الشرق الإسلامي.
- 22 قطعة نقدية مسكوكة في شمال إفريقيا والأندلس.
- 102 قطعة نقدية في شبه الجزيرة العربية والإمارات العربية المتحدة.

## معلومات إضافية

### ساعات العمل
يفتح متحف العملات في دبي أبوابه من الإثنين إلى الخميس من الساعة 8:00 صباحًا حتى 3:00 مساءً، ويوم الجمعة من الساعة 8:00 صباحاََ حتى 11:30 صباحاََ، ويغلق أبوابه في عطلات نهاية الأسبوع في دبي.

### الرسوم
زيارة متحف العملات المعدنية في دبي مجانية، لذلك يعد هذا أحد أفضل مناطق الجذب المجانية التي يجب زيارتها في دبي.

## روابط خارجية
- جولة إفتراضية داخل المتحف
- خرائط جوجل، الموقع الرسمي للمتحف

## أنظر أيضاََ
- متحف الشندغة